# Haplogroupes Y-ADN dans les populations de l'Europe
Les principaux haplogroupes du chromosome Y des populations natives de l'Europe géographique (dont les parties européennes de la Russie et de la Turquie) sont : R1b, R1a, I,  E1b1b-M35 et J2.

## Fréquences par grande région de l'Europe
Fréquences des principaux haplogroupes par grande région de l'Europe géographique (découpage de l'ONU ) incluant les parties européennes de la Russie et de la Turquie: l'haplogroupe le plus fréquent parmi les populations natives, toutes régions d'Europe confondues, est R1b dont la fréquence moyenne est de 33,5%, suivi par  R1a (21,0%), I2 (9,5%), I1 (8,5%), E1b1b (7,0%), J2 (6,5%), N (5,5%) et G (3,5%). Certains haplogroupes sont très localisés géographiquement comme N que l'on retrouve principalement en Finlande, dans les pays baltes et en Russie et les haplogroupes E, G et J sur le pourtour Méditerranéen.
Les résultats d'ADN ancien sur des squelettes préhistoriques montrent que les haplogroupes R1a, R1b et I1 sont absents ou très rares en Europe avant 5 000 ans, alors que les haplogroupes I2 et G2 sont prévalents. Les lignages R1a et R1b sont présents dans les Steppes Eurasiennes avant le reste de l'Europe, faisant de cette région l'origine probable de cette expansion récente.
Les haplogroupes européens probablement apparus en Europe d'abord seraient d'abord I1 et I2, nordiques, N1 (pour les populations saamies, puis  R1a et R1b d'origine caucasienne (invasions dites indo-européennes). 
E1b1b et J2 seraient originaires d'Afrique du Nord et du Moyen-Orient  ainsi que G2 apparu avec la révolution néolithique.
| Haplogroupe | Total Europe | Europe de l'Ouest | Europe du Nord | Europe du Sud | Europe de l'Est |
| ----------- | ------------ | ----------------- | -------------- | ------------- | --------------- |
| R1b         | 33.5%        | 50.5%             | 53.0%          | 41.5%         | 9.0%            |
| R1a         | 21.0%        | 9.5%              | 9.5%           | 6.0%          | 43.5%           |
| I2          | 9.5%         | 6.5%              | 6.0%           | 9.5%          | 13.5%           |
| I1          | 8.5%         | 13.0%             | 18.0%          | 3.5%          | 5.5%            |
| E1b1b       | 7.0%         | 6.0%              | 2.0%           | 12.5%         | 5.5%            |
| J2          | 6.5%         | 5.0%              | 2.5%           | 13.0%         | 5.0%            |
| N           | 5.5%         | 0.5%              | 6.5%           | 0.5%          | 12.5%           |
| G           | 3.5%         | 5.5%              | 1.0%           | 6.0%          | 2.0%            |
| T           | 1.0%         | 1.0%              | 0.5%           | 2.5%          | 1.0%            |
| J1          | 1.0%         | 0.5%              | 0.0%           | 2.5%          | 0.5%            |
| Q           | 0.5%         | 0.5%              | 0.5%           | 0.5%          | 1.0%            |
| Autres      | 1.5%         | 1.5%              | 0.5%           | 2.0%          | 1.0%            |